# Ordo Ad Chao
| Críticas profissionais | Críticas profissionais |
| Avaliações da crítica  | Avaliações da crítica  |
| Fonte                  | Avaliação              |
| ---------------------- | ---------------------- |
| Kerrang!               | 5 de 5 estrelas.       |
| Metal Hammer           | 4.5 de 5 estrelas.     |
| CD Universe            | 4 de 5 estrelas.       |

Ordo Ad Chao é o quarto álbum de estúdio lançado pela banda norueguesa de Black metal Mayhem. O título vem do latim e significa "Da ordem ao caos". O disco ganhou o prêmio Spellemannprisen na categoria "Melhor álbum de metal" em  2 de fevereiro de 2008.

## Faixas
Todas as letras escritas por Attila Csihar, todas as músicas compostas por Blasphemer.
| N.º | Título                 | Duração |  |
| 1.  | "A Wise Birthgiver"    | 3:30    |  |
| 2.  | "Wall of Water"        | 4:40    |  |
| 3.  | "Great Work of Ages"   | 3:52    |  |
| 4.  | "Deconsecrate"         | 4:07    |  |
| 5.  | "Illuminate Eliminate" | 9:40    |  |
| 6.  | "Psychic Horns"        | 6:32    |  |
| 7.  | "Key to the Storms"    | 3:52    |  |
| 8.  | "Anti"                 | 4:33    |  |

## Créditos
- Attila Csihar - Vocal, produção, letras (exceto "Anti" em parceria com Blasphemer)
- Blasphemer (Rune Eriksen) - Guitarra, Baixo, Músicas
- Necrobutcher (Jørn Stubberud) - Baixo (foi creditado mas não tocou)
- Hellhammer (Jan Axel Blomberg) - Bateria
- Knut Magne Valle - co-produtor, produtor principal das faixas 2 e 8
- Kim Sølve, Trine Paulsen – capa, fotografia